# 歴史修正主義
歴史学において歴史修正主義（れきししゅうせいしゅぎ、英: historical revisionism）とは、歴史の再定義や再解釈の言説を指す用語である。一般に否定的・批判的な意味合いを込めて使用されることが多く、特に第二次世界大戦に関わる戦争犯罪・戦争責任に関わる議論で、それを否定または相対化する言説を指して歴史修正主義という用語が使用される。
確立された歴史を「修正」することそれ自体は歴史の記述を発展させ洗練させるための一般的なプロセスであり、本来は特に議論を呼ぶものではない。しかし、主流の歴史家の間で明白な史料や事実に基づき評価が確立していたとみられていた事象について、道徳的知見の逆転を含む説を主張することは遥かに物議を呼ぶ。また実際に、一定の政治的動機に基づいて歴史評価を変える為に、牽強付会な主張、証拠・資料の捏造あるいは逆に無視・黙殺が行われる場合も多い。このような修正は、主流の見解の支持者から（特に激しい言葉で）異議を唱えられる。そして不適切な方法を用い、あるいは最初から事実と異なる言説を広めること、侵略やジェノサイドの否定などを目的とする場合には、特に批判の対象とされる。欧米圏においてはホロコースト否認に代表されるような事実と異なる歴史像を広めることを意図して史実を否定する言説は「歴史修正主義」ではなく「否定論（denial）」と呼ぶようになっており、西欧ではこの種の言説に法的規制を設定し違法化している国が複数ある。
日本語の「歴史修正主義」という用語は翻訳語であるが、欧米圏における"Historical revisionism"よりも広く、曖昧な意味合いで使用され、単なる歴史の再解釈や俗説を指す場合もある。

## 語義
「歴史修正主義」は歴史的事実の全面的な否定や意図的な矮小化あるいは特定の側面のみの誇張、政治的な意図を持った歴史の書き換えなどを指して否定的な意味合いで用いられる用語である。
歴史学の成果を無視した歴史の「修正」の問題は20世紀後半以降、とりわけナチス・ドイツによって行われたユダヤ人虐殺の否定（ホロコースト否定）や矮小化、第二次世界大戦の戦争責任論に関連している。ホロコースト否定論者の中には自ら「歴史修正主義者」を名乗って宣伝活動を行う者もいるが、欧米においてはこの種の、最初から事実と異なる歴史像を広めることを意図して史実を否定する言説は「歴史修正主義」ではなく「否定論（denial）」と呼ぶようになっている。そして否定論の論陣をはる人は「否定論者（denier）」と呼ばれる。しかし、日本語では「歴史修正主義」と「否定論」は明確に区別されておらず、「歴史修正主義」という用語は両者を含んだ広い意味合いで使用されている。
このナチズムに関わる「歴史修正主義」の論理・心性が日本の戦争責任論における否定論と類似すると見られることから、日本近現代史においては戦時中の日本軍の行為、いわゆる南京事件（南京大虐殺）の否定や従軍慰安婦を自発的な売春婦と見なす観点を指して「歴史修正主義」という用語が用いられる。ただし、これらは欧米社会がホロコーストに当てはめる基準においては明確に否定論の分類に入る。日本語の「歴史修正主義」という用語はさらに広く曖昧な意味でも用いられ、学術的な再検証や単なる根拠の乏しい歴史の俗説を含むこともある。
これらと同様の歴史の否認メカニズムはオスマン帝国におけるアルメニア人虐殺を巡る議論やユーゴスラヴィア内戦におけるセルビア、クロアチア双方の主張に見られることが指摘されており、第二次世界大戦におけるドイツや日本に関連する言説だけに留まらない普遍的な主題とされる。

### 用語の成立
日本語の「歴史修正主義（英語：historical revisionism、独語：Geschichtsrevisionismus）」という用語は翻訳語である。「修正」という用語が明確に政治的な意味合いを帯びて登場したのは19世紀末のフランスで発生したドレフュス事件である。フランスの歴史学者ヴィダル＝ナケは、ユダヤ系軍人ドレフュスの冤罪を巡る裁判の後まとめられた『ドレフュス事件史』に対して、ドレフュスの有罪を主張する右派団体の構成員が、ドレフュスの有罪を立証するために虚偽を入り交ぜた「事実」をまとめた本を『ドレフュス事件史』の「修正版」と銘打って出版した事例を「歴史の否定という意味での歴史修正主義の『文学的起源』としている」。
次いで「修正主義」という用語がイデオロギー的な派閥を指す用語として用いられたのは社会主義運動の中における議論と権力闘争におけるレッテルとしてであった。19世紀末、カール・マルクスの理論に基づき、階級闘争が激化し自然にブルジョワ社会が崩壊して革命に至るという理論を支持する社会主義者の主流派は、現実の状況がこれに合致していないとして理論の修正や改良を迫る者を侮蔑的な意味合いをこめて「修正主義者」と呼んだ。20世紀においてもトロツキーとスターリンが相手を修正主義者と批判し合ったのを始め、共産主義国家や国際共産主義運動内部における政治的な非難の言葉として「修正主義」が用いられた。
岩崎稔／シュテフィ・リヒターによれば、社会主義運動におけるレッテルとして使用されていた「修正主義」という用語が「歴史の解釈をめぐって用いられるようになったのは、厳密に言えば、ナチスドイツの行った行為をヨーロッパ現代史のなかでどのように理解するのかという点で、テイラーやフィッシャーが1960年代に引き起こした論争的な議論に端緒を発している。」。

## 歴史学における「修正」と「歴史修正主義」
歴史学において既存の歴史を「修正」することそれ自体は学術的な営みであり特異なものとはみなされない。新たな史料、視点、解釈など様々な要素によって研究者たちは常に歴史を更新し続けている。しかし、その中である種の特徴を持つ言説は特に「歴史修正主義」として分類され、多くの場合は非難の対象となる。
近代的な意味での歴史学は概ね19世紀頃に確立された。近代実証史学、あるいは近代歴史学の父と呼ばれるレオポルド・ランケは個人の主観を排して「それが実際にいかにあったか（wie es eigentlich gewesen ist）」のみを語るという有名なフレーズを書き残している。これはフィクションや理念から始まって哲学を語るのではなく、事実のみを集めた実証的・客観的な歴史を再構築するという実証史学の立場を端的に表す表現である。しかし、歴史的「事実」は常に過去のものであり物理的に存在していない。そのためランケが実際に収集することが可能であった「事実」とは過去に書き記された（公）文書であった。しかし、書き残された文書がどれだけ事実を「確証」しているかという点が問題であった。文書を深く読み込むことで不動の「事実」を確立していくというランケ的な立場は歴史学の主流となったが、ある歴史過程全体を叙述しようとした時、複数ある史料のどれを重視するか、相互に矛盾する記録をどのように解決するか、併記するならば比重をどう置くかという問題が常に存在し、関連する史料を全て集め確認することの物理的な不可能性、史料に書かれなかったことの重要性なども相まって、歴史を叙述する側の判断と評価が介在せざるを得ない。そして、史料の精査（史料批判）を担う歴史学者自身も、ある時代、ある社会の価値観、文化的な枠組み、宗教的な世界観から自由であることはできず、さらに人間の思考は言語による制約を受ける。
こうした問題は歴史上の客観的事実を示すこと、あるいは公平な観点といった命題の不可能性を提起する。これに対して歴史学者E・H・カーは講演集『歴史とは何か』において歴史を山に例えて「見る角度が違うと山の形が違って見えるからといって、もともと、山は客観的に形のないものであるとか、無限の形があるものであるということにはなりません。歴史上の事実を決定する際に必然的に解釈が働くからといって、また、現存のどの解釈も完全に客観的ではないからといって、どの解釈も甲乙がないとか、歴史上の事実はそもそも客観的解釈の手に負えるものではないとかいうことにはなりません」と説明している。実際のところ、歴史学は過去の実像を細部まで完全に再現する手段を持たない。しかし、可能な限りにおいて多様な手段、史料を用いることで欠如部分はある程度想像力によって補い、蓋然性の高い推論を導き出して歴史の全体像を把握することができると考える。
史料から歴史を復元する以上、新たな史料の発見、旧来の史料の見直し、新たな視点の導入など様々な要因によって歴史学が描き出す「歴史」は変化し得る。また、歴史学者の個性・文化的背景によって史料の選別の仕方、ある事実に対する評価や重要性もまた変化し、その客観性には制約が存在する。さらに学界の外側を取り巻く様々な階層・背景の人々もまた歴史の叙述に関与しているが、彼らが歴史の選択や叙述に期待するものは多種多様であり、専門家や学界の大勢とは一致しない。
このため、そもそも不変の存在ではない歴史を「修正」すること自体は歴史学において元来学術的な行為であり、様々な要因から既存の歴史が「修正」され、さらにはそれが主流派の見解となることも当然起こり得るものである。こうした学術的な歴史の修正と「歴史修正主義」とされる歴史の修正の差異は、政治的意図の存在にあるとされる。つまり、現在の政治的な主題に対する効用を意図して、「過去」を修正ないし隠蔽する、あるいは現在の体制の正当化や現状を必然的結果とみなすため、逆に現状を批判するために特定の筋書きを提供することが「主義（イズム）」としての「歴史修正主義」と言える。

## 世界大戦の戦争責任と歴史修正主義

### 第一次世界大戦の原因論と開戦責任
歴史の「修正」が現実の政治に関わる問題として具体的な課題とされたのが第一次世界大戦（1914年-1918年）の原因・戦争責任論であった。第一次世界大戦の勃発後、参戦諸国は国内外への世論工作の一環として旧来秘密であった外交文書を公表し始め、さらにロシア革命に際してボリシェビキによって秘密外交の暴露が行われた。これらは「現代史」の本格的な発展を促したが、大戦の開戦原因の追究は当時の政治的問題と直結していたため関係国の政治・外交上の要求と密接に関連していた。また、総力戦となった第一次世界大戦がもたらした戦災はヨーロッパ諸国の戦争観・歴史認識に多大な影響を与えた。侵略戦争を違法とする観念や超国家的制度によって主権国家の行動を抑制しようとするインターナショナリズムが国際政治に影響を及ぼすようになっていくのはこの頃からである。
大戦に敗戦したドイツでは開戦責任の認識は深刻な問題であった。ドイツは戦後処理にあたって巨額の賠償請求や領土の割譲を課せられたが、この根拠となったのが第一世界大戦の開戦責任がドイツおよびその同盟諸国にあるという認識であった。ドイツでは開戦責任の一方的な押し付けとしてこれに対する強い反発が生まれ、戦争責任の所在についての認識を「修正」することは国家的な要請となった。この結果、イギリス・フランスの学者とドイツの研究者の間で「戦争責任論争」が引き起こされた。実際の政策における連合国側の正当性を崩すことを企図して、ドイツ外務省には戦争責任課が作られ、外郭団体として「戦争原因研究本部」が作られて、戦争責任に対する認識を「修正」するべく研究の蓄積と諸外国への宣伝、広報活動が行われた。
アメリカの側では、第一次世界大戦への参戦が旧大陸への不干渉という伝統的な政策を不当に転換させたものであるという批判の観点から開戦原因の再検討が進められた。大統領ウッドロー・ウィルソンへの批判や反ユダヤ的なウォールストリート批判、孤立主義の追求とない交ぜで進んだ開戦責任論の追及は一種の政治運動となっていった。この議論の中で、20世紀初頭の代表的な「歴史修正主義者」とされるハリー・エルマー・バーンズは1927年、"The Genesis of the World War"（『世界大戦の起源』）で、第一次世界大戦の原因をドイツ帝国を中心とした中央同盟国では無く、露仏同盟側であるとした。ドイツ外務省はこのバーンズの言説に国益を見出し、バーンズを支援した。
第二次世界大戦をはさみ、1961年に発表されたF・フィッシャー『世界強国への道: ドイツの挑戦, 1914-1918年 (Griff nach der Weltmacht: Die Kriegzielpolitik des kaiserlichen Deutschland 1914–1918)』は逆に、ドイツは世界強国となるべく自発的に戦争を起こしたと主張した（フィッシャー論争）。

### 第二次世界大戦と戦争犯罪
第二次世界大戦は史上最大規模の戦争となり、その最中に行われた戦争犯罪や戦前期からの人権問題はいわゆる「歴史修正主義」における中心的な論点となっている。ナチス・ドイツ期におけるユダヤ人の迫害、とりわけホロコーストの否定または矮小化（否認論）、あるいは責任転嫁の問題は1970年代にホロコースト否定論が本格的に勃興して以来、現在に至るまで盛んに論じられている。アジア・太平洋戦線に関連しては日本軍による戦争犯罪の否定、矮小化を行う言説がホロコースト否定論を始めとした否定論と類似した「論理」「心性」が見られることから「歴史修正主義」として扱われる。

#### 歴史修正主義の論理と心性
第二次世界大戦を巡る歴史修正主義的言説の心性の基底を成すのが未来永劫に至るまで罪を問われ続ける（とされる）歴史を破棄すること、「普通」の国の歴史を持つことの希求である。第二次世界大戦における戦争犯罪は戦勝国によって主導されたニュルンベルク裁判や東京裁判によって「裁かれ」たが、これらを戦勝国による一方的な断罪として拒絶する意見は常に出され続けた。犯罪者扱いされない「『普通』の国としての歴史、恥じる必要のない国民の物語（武井）」の追求は、ドイツや日本だけが悪いのか、未来永劫謝罪し続けなければならないのか、と言う心情と共に歴史の認識の「修正」を要求する言論を形成していくこととなる。西ドイツの歴史家エルンスト・ノルテはドイツが抱えるナチズムの過去を「過ぎ去ろうとしない過去」と表現し。そしてノルテは、ナチ体制下の強制収容所はソヴィエト連邦の強制収容所に起源を持つもので、毒ガスという「技術的な側面」を除けば歴史上特殊なものではないと主張した。
こうした歴史修正主義的な言説の根底にある「論理」は、自国（ナチス・ドイツや大日本帝国）が犯罪を犯していたとしたら、その国民は「子々孫々まで」罪人扱いされざるを得ない。従って自国は犯罪を犯していなかったのでなければならないというものであることが指摘される。

#### 日本における歴史修正主義
日本において歴史修正主義という表現は概ね第二次世界大戦における日本の戦争犯罪の否定や相対化、あるいは日本の戦争目的の正当性を主張する言説を指して用いられる。第二次世界大戦における日本の正当性を主張する立場は古くは林房雄の『大東亜戦争肯定論』（1964年-1965年）などのようにいわゆる戦後歴史学に対抗して存在していた。
日本語における「歴史修正主義」という用語の定義が明確でなく広い意味合いで使用されるため、研究者がこの用語を用いる際にはしばしば何を歴史修正主義と呼ぶか、あるいはそう分類するか、について説明が加えられる。岩崎／リヒターは新しい歴史教科書をつくる会や自由主義史観について「...このような九〇年代半ば以降に澎湃と沸き起こって来た感情的、情動的な反応全体と、それにいたる前史をあわせて、本稿では『歴史修正主義』と呼んでいる。『歴史修正主義』を歴史の書き直し行為と混同しないことが肝要である」と述べ、成田龍一は「...いまひとつ、ナショナリズムをことさらに強調してみせる一派が台頭してきた。つくる会を含む『歴史修正主義』の立場を声高に主張するグループである』として区分する。倉橋耕平は「...他方、日本では、戦後の歴史観を『自虐史観』だといってその相対化を試みたり、『東京裁判史観の克服』を主張したり、『慰安婦は売春婦で、反日勢力の陰謀』と言ったり、『南京大虐殺はなかった』と過去の歴史を否定する勢力が、慣例的に『歴史修正主義』と呼ばれるに至っている。その意味で私たちが学問分野のなかで呼んでいる『歴史修正主義』とは、実際のところ『歴史否認論』『歴史否定論』にほかならない。とはいえ、本書ではこれらの含意を維持しながら、慣例に沿って『歴史修正主義』と表記する」と説明する。
これらに見られるように日本において歴史修正主義（あるいは「日本型歴史修正主義」）の文脈で言及と批判の対象になるのは、特に歴史教科書問題の議論に関連して1990年代に隆盛した日本の歴史教科書の記述の変更を目指す新しい歴史教科書を作る会の活動や、藤岡信勝が提唱した自由主義史観に代表される一連の言説である。
こうした日本版歴史修正主義とも呼ばれる第二次世界大戦における日本の戦争犯罪を否定する言説は、その論理や心性がナチス・ドイツの犯罪を巡る否定論と類似することが指摘される。即ち、捏造された罪によって我々だけが犯罪者扱いされてきたという感情を背景にガス室や南京大虐殺は実証的にあり得ないという議論が提起され、それが熱心な広報・宣伝活動を伴う。

#### 歴史修正主義の論法とレトリック
歴史修正主義的言説には複数の共通した特徴があることが指摘される。武井彩佳によれば、歴史修正主義の論法において重要な特徴の1つは、歴史上の事実とされている出来事について「証拠がない」と主張し、証拠が（相当な量）示されたとしても「証拠を示せ」と主張し続けること、また示された証拠が捏造されたものであるとの疑念をかけ、疑われた側に立証責任を転嫁して証拠が「捏造ではないことを証明する」よう要求することである。そして、事実に対する疑念や証拠の捏造の可能性を「繰り返す」ことが鍵であり、「事実ではないかもしれない」という印象を徐々に周囲に広め、学術的に非常に蓋然性の高い見解と低い見解との境界を曖昧にしていくことが目的となる。
フランスの歴史学者ピエール・ヴィダル＝ナケはナチスの戦争犯罪を否定する歴史修正主義の方法に次のような諸原理の存在を指摘している。
- 「一人のユダヤ人によってもたらされる直接の証言はどれも嘘か作り話である。」
- 「解放後の証言あるいは資料はどれも偽造である。無視してよいか、『噂』扱いにしてよいか、そのいずれかである。」
- 「ナチスの方法について直接の情報を教えてくれる資料は一般にどれも、偽造か、ごまかしのある資料か、そのどちらかである。」
- 「直接の証言をもたらすナチス関係の資料はどれも、コード化された言語でそれが書いてあれば、その名目的価値で受け止められるが、ヒムラーのある種の演説とか、ゲッベルスの『日記』のある個所のように、直接的な言語で書いてあれば、無視（あるいは、過小評価）される。」
- 「戦争の終結後のもたらされたナチスによる証言はどれも、それが東側の、あるいは西側の裁判でなされるにせよ（中略）拷問の下でか、それとも脅迫によって得られたとみなされる。」
- 「大量毒ガス殺人が物的にいかに不可能であるかということを示すために、似而・技術の武器庫がそっくりそのまま動員される。」
- 「毒ガス室は非存在がその属性の一つであるがゆえに存在しないと、いうことが出来る。」
- 「最後に、この恐るべき歴史を納得のいくもの、信じられるものにすることのできるもの、事態の推移を刻印できるもの、政治のレヴェルでの比較項を提供できるものはすべて、とりわけ、無視されるか、それとも、改竄されるかする。」

ドイツ哲学者三島憲一は、1980年代にエルンスト・ノルテや彼を批判するユルゲン・ハーバーマス、さらには政財界や一般市民も巻き込んで行われたドイツの論争（歴史家論争）における歴史修正主義の議論を評して、物語的語り口を好み、物事についてはっきりさせたくないときには抽象的かつ大きな言葉や表現によって装飾されたレトリックを駆使すると評する。

#### 検証と論証
歴史修正主義的言説、あるいは否定論に共通する特徴の一つは「客観的な事実」の「検証」という形式をとって一見実証的な手続きによって歴史的な事実と見なされている事柄の信憑性に疑問を持たせる手法である。一般に大規模な虐殺や戦争犯罪は同時代人による現場の検証が困難であり、目撃者も全体の事象の中の極一部を目撃し、それを年月を経てから思い出しているに過ぎない。また、史料の残存状況も悪く正確な統計資料などは得られないことが普通である。この結果として、虐殺における犠牲者の数などの数字が様々な史料や検証過程で矛盾し、その正確な確定はできない。この点を「検証」し、死者の数が一致しないことを強調して実際の数は遥かに少なかったに違いない、あるいは虐殺の事実そのものがなかったであろうという結論を導きだす。典型的には600万人とされるホロコーストによるユダヤ人の死亡数や、南京事件における30万人という数値がその対象となる。
また否定の論証においては、疑似科学的な専門的検証も行われる。ホロコースト否定においては、ロイヒター・レポートと呼ばれるガス室の検証などがこの典型である。自称「死刑の専門家」であるフレッド・ロイヒターはポーランドでガス室跡の「検証」を行い、大量殺害を行った毒物の痕跡がほとんど検出されなかったことを報告した。これは実際に現地に行き化学物質の痕跡を確認するという一見科学的な手法を取っているが、実際にはロイヒターはこうした化学物質の検証を行う専門知識を持っていなかった。また、ロイヒターはアメリカの死刑執行施設（毒ガスを使っていた）とアウシュビッツの比較を行い、アメリカの施設に見られる設備（青酸ガスの温度調整設備など）がアウシュビッツに見られないことをガス室の否定の論拠とした。同じく一見「毒ガスによる処刑施設」という同じカテゴリーの「比較」であるが、実際にはアメリカの設備はただ一人の死刑囚を確実に死亡させるための特別室が用意されるものであったため、多数の人間を一括処理するアウシュビッツとは構造自体が異なり、さらにドイツとアメリカの施設の技術的な系譜も異なるために、同一の設備が存在しなければならない必然性がない。
こうした「論証」方法は「『事実』なるものに過剰な負荷をかける仕掛け」と評される。即ち、ある事実が認定されるためにはある条件を満たさなければならないが、その条件は証明できないので、事実は存在しない、という論法である。これは例えば数字については「ユダヤ人の死者の数は、つねに間違いなく、平時の統計調査のように数字が特定されなくてはならない→死者数には特定不可能な点がある→したがって、そもそも死者は存在しない」や、「南京市の犠牲者数は、それを観察し研究するものによって、つねに同一の数値として特定できるものでなくてはならない→特異な状況に対するさまざまな位置からの証言が示す数字は、時間と空間の限定も異なっているために一致しないように見える→したがって、虐殺そのものははじめから存在しなかった」という形式をとり、行政文書に関連しては「ユダヤ人絶滅がナチによって組織的に遂行されるためには、それを命令するヒトラーの行政文書が存在するはずである→そのような典型的な命令書は発見できなかった→したがって、ホロコーストは存在しない」といった形を取る。

#### 陰謀論
歴史修正主義と関連性が大きい思考の枠組みに陰謀論がある。陰謀論の特徴は現実に発生する出来事は見かけ通りのことはなく、また偶然でもなく、全て何らかの組織の意図や計画が背後に隠されているという思考の枠組みである。一般に「事実」として受けいれられていることの背後に隠された「真実」があるはずであり、それを明らかにするという陰謀論の語り口は開戦原因や戦争責任の議論において頻繁に歴史修正主義的に適用される。
アメリカの学者ハリー・エルマー・バーンズは戦間期において第一次世界大戦へのアメリカの参戦は（ウッドロー・ウィルソン大統領が主張したような）正義のためではなく、政治経済的な動機によるものであり、むしろドイツは被害者であったという主張を展開していた。この観点自体は現在の歴史学においても誤ったものではないが、本来アメリカは外国の戦争に関与すべきではないのに、政治経済上の都合から不当にも戦争に引き込まれたという議論を強めたバーンズは第二次世界大戦後には陰謀論に傾斜していくようになる。
バーンズが展開したのはアメリカ大統領フランクリン・ローズベルトが日本の真珠湾攻撃を察知していたにもかかわらず、第二次世界大戦への参戦を望んだため故意に警戒態勢を取らずにアメリカ太平洋艦隊を見殺しにしたという陰謀論であった。バーンズを始めとしたアメリカにおける修正主義の論者は、本来参戦を望んでいなかったアメリカ国民を欺いて戦争に引き込んだのはローズベルトであり、太平洋艦隊が前代未聞の大損害を被ったのは彼の陰謀によるものとして彼はその責任をとるべきであると主張した。この陰謀説はアメリカでは特にローズベルトの前の大統領であったハーバート・フーヴァーやハミルトン・フィッシュのようなローズベルトの政敵たちによって熱心に展開されることになる。特にフーヴァーは大恐慌を防げなかった無能な大統領というレッテルを覆そうと生涯をかけて努力を重ね、その中でローズベルトの陰謀を激しく批判した。このアメリカにおけるローズベルト陰謀論は、真珠湾攻撃が卑劣な奇襲であるというローズベルトの見解に対し、事前に全てを知っていてわざと攻撃を成功させたのであるから非難されるにあたらず、むしろ日本はアメリカの謀略によって戦争に引き込まれたという主張の根拠として日本にも輸入されている。
社会の背後で暗躍する組織や集団を想定する論法も好んで用いられる。典型的にはユダヤ陰謀論がそれであり、ホロコーストはシオニスト（イスラエル）がでっちあげ、これを利用してイスラエルが建国されドイツから補償金を奪い、パレスチナ人を抑圧して世界支配の計画を遂行しているというのは、ホロコースト否定論においてしばしば見られる論説である。日中戦争に関連してコミンテルンもこうした陰謀の主体として言及される。一般に関東軍によるとされる張作霖爆殺事件の真犯人をコミンテルンであるとしたり、蒋介石がコミンテルンに操られていた、従って日本だけが侵略の責任を負うわけではないと言った言説が代表的なものとなる。
こうした陰謀論は「ユダヤ人」や「共産主義者」という影で歴史を操る真犯人を想定することで、開戦責任の相対化や戦争犯罪の責任所在を曖昧化をする。

## 法的規制
欧米、特にヨーロッパにおいてはホロコーストや他のジェノサイドの「歴史修正（否定）」は法的規制が進展しており、「歴史修正主義」は法や表現の自由といった観点においても議論の対象となっている。
ホロコースト否定論を巡る議論は法廷の場でも争われるが、こうした裁判ではしばしば「ホロコーストが事実であるか否か」の証明が裁判を通じて争われることで、裁判自体が否定論の宣伝の場として利用されることがある。
2021年現在、ヨーロッパの約半数の国がホロコーストやジェノサイドの否定に対して何らかの形で法的な規制を実施している。これらは主としてナチスによるユダヤ人の殺戮を否定する言説を規制する場合が多いが、フランスのようにより広くナチスの「人道に対する罪」の否定を禁止する（ゲッソー法）場合もあり、さらに旧共産圏の東ヨーロッパ諸国では共産主義体制下の犯罪行為の否定を禁止する事例が増えている。
こうした規制はナチスの事例を始めとして近現代史のジェノサイドを対象としている。武井彩佳の指摘によれば、法的規制は「歴史の真実」を守るというよりも、否定論・歴史修正主義的な言説がその歴史的な事件を経験した当事者を攻撃する性質を帯びており、さらにそれは特定の人種・民族・集団への敵意の表現という性質を持つことから、特定集団へのヘイトスピーチの一種として規制するものと捉えることができる。
一方で、こうした歴史言説の否定は表現の自由を侵害するという観点での批判もある。特定の歴史的事象を正しいものとしてそれに反する言説を規制することは、とりもなおさず国家が「公的な歴史」を規定することと同一の性質を持つ。このため、法的規制を実施しない国も多く、特にアメリカ、イギリス、オーストラリアのような英米法の体系を持つ国では具体的な法規制に慎重である。しかし、このためにこれらの国は歴史修正主義の温床ともなっている。一方で、ホロコースト否定論などについて特に強力な規制を課すドイツでは、憲法裁判所が「ホロコースト否定論は『虚言』であるゆえ、表現の自由の保障は認められない」との判断を出した。「つまり、嘘はそもそも『意見』ではなく、表現の自由の保障の対象にならない（武井）」として自由な言論とせず、多数の有罪判決を出している。

## 各国の修正主義を巡る議論
「修正主義（Revisionism）」と呼ばれる歴史研究・歴史解釈の潮流はドイツや日本の戦争責任論に留まるものではなく、また「修正主義」の名で呼ばれる論説は必ずしもホロコースト否認論に代表されるような歴史修正主義の言説と同種のものでもない。各国で独自の背景を持った歴史の「修正」の議論が展開されている。これらの「修正」の在り方は一様ではなく、その社会的な受容のされ方も異なる。以下に「修正主義」の名で呼ばれる、あるいは歴史の「修正」に関わる各国の議論の一部を例示する。

### アメリカ
戦勝国アメリカの歴史学の潮流として、戦時下における民間人の大量虐殺（原爆投下など）の正当化または矮小化（denial）が伝統的に広く支持されており、それに対する「修正主義（revisionism）」は1960年代以降盛んになった新左翼的な歴史認識を指すものでもある。これはアメリカ的自由主義のみを肯定的評価の尺度としアメリカ史を近現代世界史の基準とするような伝統的アメリカ史学を批判しその相対化を求める主張である。アメリカの修正主義的言説は自国の政治・外交に対して批判的な立ち位置を取り、戦争や戦間期の外交についてもアメリカと敵対する国を共に中立的に扱おうとする。アメリカの修正主義者たちの主張はベトナム反戦運動や公民権運動の主張にも触発されていた。敗戦や戦争犯罪の反省といった背景を持たないアメリカの伝統史学は保守的・国家主義的傾向を持ち、修正主義史学は受け入れられない傾向にある。こうした背景からアメリカにおける修正主義は1990年代以降日本などで隆盛した歴史修正主義とは異なり、「修正（revision）」と「矮小化（denial）」の方向性が逆になっていることに注意する必要がある。
これに関連して、アメリカでは第二次世界大戦中の日本への原子爆弾の投下を巡る歴史認識を巡る議論において「修正主義学派」と呼ばれる潮流が議論の一端を担っている。アメリカでは第二次世界大戦はドイツや日本といった侵略的な国家の拡張を食い止めた戦争（良い戦争）であると解釈されてきた。これは20世紀にはベトナム戦争中にうねりを見せた反戦運動の活動家たちも含めた社会の共通の認識であった。アメリカの学者マリリン・B・ヤングはこうした信条の例として、第二次世界大戦の時はシンプルにアメリカが善で枢軸国が悪だと認識できていたという元ニューヨーク州知事マリオ・クオモを取り上げている。しかし、原子爆弾の投下という歴史上の出来事は第二次世界大戦の文脈においてアメリカの正義を無条件に認めることへの懐疑を導き出すものであった。このため、ベトナム戦争や冷戦の終結といった歴史の節目に、戦争に関わる議論が盛んになる度に原爆投下をどのように理解するかを巡る歴史論争が生起した。原爆投下を巡る歴史研究には、その軍事的・道義的正当性を強調する正統主義学派（orthodoxy）、原爆投下の政治外交的な動機を重視する修正主義学派、そして軍事的動機と政治的動機の複合性から理解しようとする学派（藤田怜史はこれを「ポスト修正主義」と呼んでいる）という3つの潮流が存在している。
また20世紀後半になると、公民権運動や性差別撤廃運動の興隆とともに、アメリカ史で「正統」の地位を占めていた白人の、しかも男性を中心とした伝統的価値観を見直し、より幅広い集団の歴史的経験を取り込んだ歴史が構築され教えられるようになった。
1994年、カリフォルニア大学ロサンゼルス校「全米歴史教育センター」から発行された『合衆国史のための全国基準』をめぐる論争が起きた。1995年にはスミソニアン協会傘下の国立航空宇宙博物館による、原爆投下を実行した爆撃機、エノラ・ゲイ号の展示企画が事実上中止に追い込まれたが、いずれも、その「修正主義的な」姿勢を問題にした保守的メディアや政治家との歴史認識をめぐる論争であった。これらの論争は、1960年代の社会の人種・エスニイスィティによる文化の差異を尊重することを求める多文化主義と、旧来の白人男性中心の伝統的・愛国主義的価値観に根ざした文化と社会を維持し続けるかどうかという「文化戦争」の一面と捉えられるという。
これらの議論の文脈においては「修正主義」は「わが国は、本質的に悪い国である。アメリカのすべての観念は堕落しており、この国の歴史には、圧政と残虐行為の例が散乱している。アメリカの物語は、文化的帝国主義の物語であり、抑圧された白人男性たちがいかにして、自分たちの意思や価値観を温和な先住民族やアフリカから来た黒人奴隷、女性たちにおしつけていたかを物語っている（ラッシュ・リンボー）」ものだと理解され、保守派・正統主義の立場からの非難の言葉として用いられる。

### イスラエル
イスラエル現代史の文脈において「修正主義」という用語はまずウラジーミル・ゼェヴ・ジャボティンスキーの主張に起源を持つ修正主義シオニズムを指す用語である。世界中に離散したユダヤ人のエレツ・イスラエル（大イスラエル、パレスチナおよびその周辺）帰還を目指したのがシオニズム運動であるが、イギリスが第一次世界大戦中、パレスチナにユダヤ人国家を建設することに同意したバルフォア宣言を出したことや、戦後処理によってパレスチナ地域がイギリスの委任統治領となるなどの政治情勢の変化に伴い、シオニズムの実現が現実味を帯び始めた。こうしてイギリス委任統治領パレスチナにおいて、1920年代には現地住民であるアラブ人に対して「ユダヤ人多数派」を創出することが志向された。
この中で重要な運動であったのが、ジャポティンスキーが創始した右派の修正主義シオニズム運動と、左派の労働シオニズム運動であった。この2つの運動は、当時の西欧列強諸国からユダヤ人国家という枠組みの政治的保障をとりつけパレスチナに国家を構築しようという主張（政治的シオニズム）と、実際のパレスチナへの植民活動を通じて現地にユダヤ人の定住社会を構築しこれを国家へと昇華しようとする運動（実践的シオニズム）という、それ以前のシオニズムの2大潮流というべき活動に源流を持つ。シオニズムにおける「修正」という用語は歴史学的というよりは政治的な用語であり、その意図するところは実践的シオニズムの体現としてパレスチナへの入植を進める労働シオニズム運動に対し、これを19世紀末に開催された第1回シオニスト会議において組織化された政治的シオニズムの枠組みから「逸脱」したものとして「修正」するという立場を示すことであった。
「修正主義者」たちは政治的配慮から国家の建設や領土といった最終的な目標への言及に慎重であった労働シオニズムを批判し、エレツ・イスラエルの分割に繋がるあらゆる妥協を拒否し、国家建設の宣言をただちに行うことを要求した。ジャポティンスキーは左派が目指すイスラエル国家成立に向けてのアラブ人との交渉による合意は成立する余地がなく、ただ「鉄の壁（軍事力）」によってのみそれは成立しうるとした。ジャポティンスキーは、左派はアラブ人がシオニズムを理解していないから反対しているとしているが、そうではなくアラブ人はシオニズムを完全に理解しているからこそ激しく反対しているのであると主張した。そして現地のアラブ人にとってパレスチナこそが故郷であり民族的な存在の中心地である以上、そこにユダヤ人国家を構築することに抵抗するのはむしろ当然の反応であり、従って軍事力によってアラブ人を抑えユダヤ人を追い出せる可能性が無いことを認めさせた後にのみ初めてアラブ人と「合意」が可能であるとした。
この修正主義シオニズムは1930年代にはブリット・ハビリョニーム（凶徒連合）というファシズム的分派を出し、また分裂の過程で誕生した地下軍事組織イルグンは現代イスラエルの右派政党リクードへと発展していく。
臼杵陽によれば、イスラエルの歴史学において「修正主義者」という非難の言葉が用いられたのは1980年代末以降の「新しい歴史家」を巡る議論においてである。ユダヤ人が常に被害者・犠牲者であったという神話を公式化しているイスラエルにおいて、イスラエル建国過程における暴力的な出来事を指摘し、加害者・抑圧者としてのユダヤ人（イスラエル人）について述べる言説がイスラエルの学者ベニー・モリスなどによって発表されたことで激しい論争が展開されることとなった。これに反対する論者は、こうした言説を「修正主義」として非難した。
ベニー・モリス自身はイスラエルにおいて「修正主義」はジャポティンスキー的な「修正主義シオニスト」を指す言葉であり、また欧米においてホロコースト否認論者が「修正主義」と呼ばれてもいること、冷戦の起源論争においてソ連を正当化する姿勢をとったアメリカの「修正主義者」と同一視されることへの拒否から、この呼称を拒絶した。そして、それにもましてベニー・モリスはイスラエルには「歴史学」の名に値する歴史記述など存在しておらず、従来の歴史家はシオニズムのイデオローグに過ぎずそもそも「正統派」が存在していないために「修正主義」などは論外であると主張した。アヴィ・シュライムは、この「新しい歴史家」という呼称は自己賛美的であり不適切としつつ、イスラエルの正統派の歴史は「歴史学以前」の代物であり「新しい歴史家」たちこそが真の「歴史学」に値する仕事をしていると評している。

### 韓国
尹健次によれば、韓国で「修正主義」という用語が一定の意図のもとで使用されたのは、アメリカの正統主義史学・公式見解に対する批判としての「修正主義」と関連してのことであった。ベトナム戦争などを契機としたアメリカの正統派・主流派の見解に対する「修正主義」的な見直しは、同時に戦後のアメリカのアジア政策の再評価をも促した。1981年に修正主義の立場をとっていたブルース・カミングスが『朝鮮戦争の起源』を刊行すると、韓国の若手研究者たちの間に大きな影響を及ぼした。1980年代以降の「修正主義史観」あるいは「民衆史観」（民族史観）などと呼ばれるものがそれであり、以降の韓国の歴史研究・認識・教育に大きな変化をもたらした。
1970年代は韓国の歴史学界においては世代交代の時期でもあった。独立後の韓国における韓国史・朝鮮史の研究は日本統治時代（1910年-1945年）に主として朝鮮総督府傘下の組織や京城帝国大学の下で働いていた日本人学者による研究状況を引き継いでいた。日本時代の研究は植民地支配の正当化を図ったものとして激しい批判に晒されることとなったが、初期の韓国の歴史学界を担ったのは日本統治時代末期に高等教育を受け、日本留学経験を持つ研究者たちであり、1970年代まで彼らが学界の重鎮として大きな影響力を持っていた。
「植民地史観」とも呼ばれる日本統治時代の朝鮮史理解は、朝鮮社会の停滞性と他律性（あるいは事大性）を強調するものであったことが韓国の歴史認識の確立において特に強い反発の対象であった。そして北朝鮮の歴史学動向の影響もうけつつ、朝鮮社会の自律的発展、自生的な資本主義への道を強調した内在的発展論（朝鮮の近代化が日本の植民地統治によってもたらされたのではなく、朝鮮は本来独自に近代化の道を進んでいたのであり、これが植民地体制に組み込まれていく過程で変容していったとする）が提起されたが、基本的な近代史理解の枠組みは日本時代のそれを引き継いでおり、朝鮮（韓国）の近代化は萌芽段階に留まり、朝鮮王朝（李氏朝鮮）社会の硬直性故に資本主義的発展は十分に進まず最終的に独立を喪失するという帰結を迎えたと理解された。そのため歴史学においては朝鮮史における「近代化阻害要因」を探すことに関心が向けられていた。1980年代に入ると日本統治時代の経験を持たない新世代の歴史学者の台頭、そして韓国の民主化という大きな政治的変動の中で「内在的発展」をより強調した新たな韓国史像が作られていくこととなる。
ただし、こうした韓国史像の変化・修正が「修正主義」という概念の下で理解され得るかは明確ではない。尹健次は「韓国に『修正主義』はあるのか」というテーマで論考を立てているものの、それにはっきりとした回答を与えておらず、木村幹は1970年代から80年代にかけての韓国史学界における自国史理解の変化を「修正主義」という用語で説明していない。

### アイルランド
アイルランド史において修正主義者（リヴィジョニスト）とは、イギリス支配を否定し「貧困」を始めとしたアイルランドが抱える諸問題の根源をイギリス統治に求める民族主義史観と呼ばれる見解を解体して新しいアイルランド史像を描き出そうとした歴史家たちを指す。民族主義史観はイギリスに対するアイルランド人の抵抗を基調に据え、1916年のイースター蜂起およびその後の独立戦争という武力闘争を1922年のアイルランド独立（南部26州）の達成要因として重視する。そして独立後のアイルランド政府は独立の正当性を民族主義的な歴史解釈によって確立しようとしており、このような民族主義史観の解釈が歴史教育の一般方針とされた。
こうした民族主義史観は実証性を欠きがちであった。その「非科学性」を批判した歴史学者セオドア・ウィリアム・ムーディーを中心とするグループは、ランケ流の実証主義的な歴史学による「科学的な」アイルランド史を模索した。彼はイギリスの歴史学界の動向からも影響を受け「アイルランド独立を頂点とし、すべてがそれに収斂していくという」民族主義史観を書き換えようとした。このアイルランド歴史学界の潮流が修正主義や修正主義学派という名で呼ばれる。
修正主義者による民族主義史観への批判は1969年以降の北アイルランド紛争の激化や、アイルランドのEC加盟に伴い激しさを増した。「ヨーロッパ人」としてのアイルランド人のアイデンティティの確立が必要とされる中での民族主義史観の中核を成すナショナリズムへの疑問、さらには独立後のアイルランドが抱える多くの問題からくる、「アイルランドは本当に独立するべきだったのか」という問いかけがこの潮流の中にあった。そして修正主義者はアイルランド独立における武力闘争の側面ではなく、平和的な独立を目指した（イギリス時代の）合法的な民族運動に光を当てるべきだとも主張した。この批判は、民族主義史観がアイルランド史をイギリスに対する闘争の歴史として描き、北アイルランドの回収まではアイルランドの独立は部分的にしか達成されないとしていることが、テロ活動を繰り返す武装組織アイルランド共和軍（IRA）の活動を正当化しているという批判でもあった。
一方でムーディーやその後身の修正主義史家の過剰な「修正」に対する批判の声も次第に大きくなった。この批判は専門の歴史学者よりも画家・哲学者・文芸評論家などの間で強く主張され、アイルランドの修正主義論争は「修正主義史家と民族主義史家とのあいだではなく、専門の歴史家と、歴史家とはいえない民族主義的知識人とのあいだで本格化したといえる（高神）」。民族主義的知識人たちはイギリス支配を正当化しアイルランド人の抵抗を不必要なものとして描く修正主義を否定し、アイルランド史は国民が国家に誇りを持つように書かれなければならないとした。
現代歴史学の観点からアイルランドの歴史学者の多くは民族主義史観に批判的である。一方で、アイルランドの修正主義史家は、IRAの活動を正当化するような民族主義史観の批判に積極的に取り組んできたものの、そのために客観的な分析よりも武力闘争による民族運動を否定することに主眼をおいた解釈を提示しており、武力闘争を伴う民族運動を過小評価し合法的民族運動を過大評価しているともされる。その後、IRAの武力闘争の停止なども相まって、アイルランド史研究は修正主義史観の「修正」という方向に進路を取り、修正主義史家の解釈に対する実証的批判が行われている。西洋史研究者高神信一は、イギリスがアイルランドを植民地化した事実が消え去ることはなく、北アイルランド紛争も解決しない以上、アイルランド史解釈は民族主義史観と修正主義史観を振り子のように振れ続けるであろうと述べる。